# Llista de personatges bíblics
El següent article mostra una llista dels personatges amb nom que apareixen en la Torà o Antic Testament.
| Índex A B C D E F G H I J K L M N O P Q R S T U V W X Y Z |

## A
Aarongermà major de Moisès i primer Summe Sacerdot d'Israel.
Abdondotzè jutge d'Israel.
Abelel segon fill d'Adam.
Abiassafun fill de Corè, parent de Moisès que es rebel·là contra ell durant l'Èxode.
Abiatarsumme Sacerdot d'Israel en els temps del Rei David.
Abidàfill de Madian i net d'Abraham.
Abies de Judàsegon rei de Judà.
Abigailesposa de David.
Abihúfill del Summe Sacerdot d'Israel Aaron. Va morir durant una celebració religiosa per haver ofès Jahvè.
Abimaelun dels nombrosos fills de Joctan, segon fill d'Éber.
Abimèlecapareixen dos personatges que duen aquest nom:
- Abimèlec, rei de Guerar que va intentar posseir l'esposa d'Abraham.
- Abimèlec, el sisè jutge d'Israel.

Abinadabs'anomenen dos Abinadab a l'Antic Testament
- Un és el germà gran del Rei David: Abinadab, germà de David.
- L'altre és el segon fill del primer rei d'Israel Saül: Abinadab, fill de Saül.

Abiron
- Un fill d'Heliab i besnet de Rubèn, patriarca de la tribu de Rubèn. Junt amb el seu germà Datan i el quehatita Corè es van rebel·lar contra Moisès durant l'Èxode pel desert i van ser exterminats.
- El fill gran de Hiel el Betelita, que va morir prematurament a conseqüència de l'intent del pare de reconstruir Jericó

Abisagl'última esposa del Rei David.
Abitalesposa del Rei David a Hebron i mare de Xefatià.
Abnergeneral en cap de l'exèrcit de Saül i cosí d'ell. Va lluitar per Ixbóixet, fill de Saül, durant la guerra entre Ixbóixet i David pel tron d'Israel fins que va mrir assassinat a traïció.
Abrahampatriarca dels hebreus.
Absalomfill rebel del Rei David.
Acabsetè rei del Regne d'Israel.
Acanprotagonista negatiu de la presa de Jericó per part de Josuè.
Acazdotzè rei de Judà.
Adàprimera dona de Lèmec.
Adàuna hitita que seria la segona esposa d'Esaú.
Adadrei dels edomites, escollit a la mort d'Huixam. Va vèncer als madianites al camp de Moab; la seva capital s'anomenava Avit.
Adadúltim hereu del Regne d'Edom.
Adamel primer home.
Adarescollit vuitè rei dels edomites a la mort de Baal-Hanan. La seva capital s'anomenava Paí, i la seva muller es deia Mehetabel. El seu fill Hadad es va rebel·lar contra Israel i després d'una guerra, el Regne d'Edom va ser ocupat pels hebreus.
Adbeelfill d'Ismael i net d'Abraham.
Adoniesfill del Rei David.
Adoramun dels nombrosos fills de Joctan, segon fill d'Éber.
Agar (muller d'Abraham)esclava d'Abraham i mare del seu fill Ismael.
Ahazià
- és el nom d'un rei de Judà (Ahazià de Judà)
- i d'un rei del Regne d'Israel (Ahazià d'Israel).

Ahiàdos homes de Déu apareixen amb aquest nom:
- El primer és un Summe Sacerdot d'Israel.
- El segon Ahià és un profeta d'Israel en els temps del Rei Salomó. Va profetitzar-li a Jeroboam que seria rei de 10 tribus d'Israel.

Ahimèlecsacerdot d'Israel en temps del rei Saül a la població de Nob. Va acollir David que se n'anava a l'exili per temor a Saül. Poc després, el propi Saül l'assassinà per haver ajudat David.
Ahinóamsegona esposa del Rei David. Es van casar a Jizreel durant l'exili de David. Ja a Hebron, i amb David com a rei de Judà, els va néixer el seu únic fill Amnon.
Ahiramfill del patriarca Benjamí i, per tant, net del patriarca Jacob.
Aiàfill de Sibon i net de Seïr, un horita. Es van instal·lar al regne d'Edom i van establir amistat amb els descendents d'Esaú, anomenats edomites, amb els quals van acabar per assimilar-se.
Aixbelfill del patriarca Benjamí i, per tant, net del patriarca Jacob
Aixquenaznet de Jàfet i besnét de Noè.
Alianfill de Xobal i net de Seïr, un horita. Es van instal·lar al regne d'Edom i van establir amistat amb els descendents d'Esaú, anomenats edomites, amb els quals van acabar per assimilar-se.
Almodadun dels nombrosos fills de Joctan, segon fill d'Éber. La tradició diu que va mesurar la terra amb cordes i el fa fundador d'una tribu de la zona d'Aràbia Feliç.
Amalecfill d'Elifaz i la seva concubina Timnà, per tant, era net d'Esaú i besnet del patriarca Isaac. Els seus descendents formarien la tribu dels amalequites.
Amasiesnovè rei de Judà.
Amminadabavantpassat del Rei David.
Amnonfill del Rei David que va violar la seva germana Tamar i va morir assassinat pel seu germà Absalom.
Amonquinzè rei de Judà.
Amramnet del patriarca Leví i pare de Moisès.
Anàhi ha dos Anà en una mateixa família, segons el Gènesi:
- Un fill de Seïr, un horita que s'instal·là a les terres d'Edom juntament amb la família d'Esaú, germà de Jacob. El seu fill el va anomenar Dixon.
- Un fill de Sibon i net de Seïr, per tant nebot de l'anterior. Es van instal·lar al regne d'Edom i van establir amistat amb els descendents d'Esaú, anomenats edomites, amb els quals van acabar per assimilar-se.

Segons la tradició jueva es tracta de la mateixa persona, fruit de l'incest de son pare Sibon i la seva àvia paterna, la muller de Seïr.
Aram
- Aram, fill de Sem i net de Noè.
- Un fill de Quemuel, nebot d'Abraham.
- Aram, un besnet del patriarca Judà (fill de Jacob).

Arandos personatges amb aquest nom Aran apareixen en el Gènesi:
- Un germà d'Abraham.

Aran o Haran (hebreu: הָרָן בן-תָּרַח, Haran ben Térah‎; àrabHaran ibn Tarikh): fill de Tèrah i germà d'Abraham i Nacor. Els seus fills van ser Iscà i Lot i també tingué una filla, Milcà, que va ser muller del seu oncle Nahor. Va morir a Ur dels caldeus en vida del seu pare.
- Un fill de Dixan i net de Seïr, per tant nebot de l'anterior. Es van instal·lar al regne d'Edom i van establir amistat amb els descendents d'Esaú, anomenats edomites, amb els quals van acabar per assimilar-se.

Ardnet del patriarca Benjamí.
Arelífill de Gad i net del patriarca Jacob.
Arfaxadnet de Noè.
Aridasegons una llegenda, va ser l'esposa d'Issacar, fill del patriarca Jacob.
Armonífill de Saül i de Rispà, que va morir assassinat pels gabaonites.
Arodífill de Gad i net del patriarca Jacob.
Asàtercer rei de Judà.
Aservuitè fill del patriarca Jacob i cap de la tribu d'Aser.
Asrielbesnet del patriarca Manassès, fill de Josep.
Assenatdama egípcia a qui el faraó esposà amb Josep, el fill de Jacob, quan va ser nomenat regent del país del Nil. Se la suposa filla de Putifar. Van tenir dos fills, Manassès i Efraïm.
Assirun fill de Corè, cosí de Moisès que es rebel·là durant l'Èxode.
Assurfill de Sem i net de Noè. Fundador del país d'Assíria. Segons el Llibre de Jasher els seus fills es deien Mirus i Mokil, i van ser els ancestres dels assiris i els mesopotamis del nord.
Ataliasetena reina de Judà.
Azariàdesè rei de Judà.

## B
Baal-Hananescollit setè rei dels edomites a la mort de Xaül.
Baanàcap de l'exèrcit d'Ixbóixet.
Baixàtercer rei del Regne d'Israel.
Basmat
- Basmat o Mahalat, filla d'Ismael i tercera esposa d'Esaú
- Basmat, filla del rei Salomó d'Israel

Beeríun hivita que va ser el pare d'Oholibamà, primera esposa d'Esaú.
Belados personatges duen aquest nom a la Bíblia:
- Un era el primer rei electe dels edomites, després d'organitzar-se com a regne. La seva capital s'anomenava Dinhaba.
- L'altre era un fill de Benjamí i, per tant, net del patriarca Jacob.

Benammí (hebreu: עַמּוֹן בן-הָרָן, Ammôn ben Lot‎)fill de la relació entre Lot i la seva pròpia filla petita, així Lot era el seu pare i el seu avi. Benammí era germà de Moab, i avantpassat dels ammonites.
Benjamíel més petit dels dotze fills de Jacob i fundador de la tribu de Benjamí.
Bèquerdos Bèquer apareixen a l'Antic Testament:
- Un fill del patriarca Efraïm i net del patriarca Josep.
- Un fill de Benjamí i, per tant, net del patriarca Jacob.

Betsabécinquena esposa del Rei David.
Betuelfill de Nahor i pare de Rebeca, esposa d'Isaac.
Bilhàserventa de la segona esposa de Jacob, Raquel. Va mantenir relacions amb Jacob i va donar a llum a Dan i Neftalí, caps de dues de les tribus d'Israel.
Bilhanfill d'Ésser i net de Seïr, un horita. Es van instal·lar al regne d'Edom i van establir amistat amb els descendents d'Esaú, anomenats edomites, amb els quals van acabar per assimilar-se.
Booznet de Naasson, el primer cap de la tribu de Judà i avi del Rei David.
Buzun fill de Nahor, germà d'Abraham, i la seva esposa Mildà, neboda d'Abraham i del seu espòs.

## C
Caín
El fill malvat d'Adam i Eva, que va assassinar el seu germà Abel per enveja.
Cam
Fill de Noè.
Canaan:
Canaan (en hebreu כנען בן-חָם Kənáan ben Hām i en àrab کنعان بن حام Kanān ibn Xam) és el fill primogènit de Cam i, per tant, net de Noè. Noè el va maleir i va dir que els seus descendents fossin esclaus de Jàfet i Sem perquè el seu pare Cam l'havia vist nu mentre estava begut. Els seus fills van ser Sidó i Het, considerats els avantpassats dels cananeus (jebuseus, amorites, guirgaixites, hivites, arquites, sinites, arvadites, semarites, hamatites), els habitants d'un territori que es va anomenar igualment Canaan, que no va tenir unitat política sinó que va estar format per dotzenes de ciutats estats.
Carmí:
Apareixen dos personatges amb aquest nom:
- Un fill petit de Rubèn i, per tant, net del patriarca Jacob.
- El fill de Zabdí, net de Zèrah i besnet del patriarca Judà (fill de Jacob).

Còrah:
Fill d'Esaú i la dona hivita Oholibamà.
Corè
Un levita oncle de Moisès, que es va rebel·lar contra ell.
Cuix
Primogènit de Cam i net de Noè.

## D
Dalila:
Muller filistea de Samsó, a qui va trair.
Dan
Fill del patriarca Jacob i cap de la tribu de Dan.
Datan
Fill d'Heliab i besnet de Rubèn, patriarca de la tribu de Rubèn. Junt amb el seu germà Abiron i el quehatita Corè es van rebel·lar contra Moisès durant l'Èxode pel desert i foren exterminats.
Dèbora
Quarta jutgessa d'Israel.
Dedan
Al Gènesi apareixen dos personatges anomenats Dedan:
- El segon fill de Ramà, net de Cuix i besnet de Cam, fill de Noè i germà Sabà.[4]
- El segon fill de Jocxan i net d'Abraham, germà de Saba i pare d'Aixurim, Letuixim i Leümim, considerats els avantpassats dels aixurites, els letuixites i els leümmites, respectivament.[5]

Déu
Segons la Bíblia, és l'ésser superior, no humà, el Creador omnipotent, que representa el sagrat i que és el centre de la religió. També se l'anomena Jahvè o Elohim.
Diclà
Un dels nombrosos fills de Joctan, segon fill d'Éber.
Dina
L'única filla que va tenir el patriarca Jacob.
Dixan
Fill de Seïr, un horita que s'instal·là a les terres d'Edom juntament amb la família d'Esaú, germà de Jacob. Els seus fills van ser Us i Aran.
Dixon
Hi ha dos Dixon en una mateixa família, segons el Gènesi:
- Un fill de Seïr, un horita que s'instal·là a les terres d'Edom juntament amb la família d'Esaú, germà de Jacob. Els seus fills van ser Hamran, Eixban, Itran i Queran.
- Un fill d'Anà i net de Seïr, per tant nebot de l'anterior. Es van instal·lar al regne d'Edom i van establir amistat amb els descendents d'Esaú, anomenats edomites, amb els quals van acabar per assimilar-se.

Segons la tradició jueva es tracta de la mateixa persona, fill de l'incest de son avi matern Seïr amb la seva filla Anà.
Dumà
Fill d'Ismael i net d'Abraham.

## E
Ebal
Apareixen dos personatges al Gènesi que cal no confondre:
- Un dels nombrosos fills de Joctan. Vegeu Obal
- Un fill de Xobal i net de Seïr, un horita. Es va instal·lar al regne d'Edom i va establir amistat amb els descendents d'Esaú, anomenats edomites, amb els quals va acabar per assimilar-se.

Éber
Fill de Xèlah. Va refusar incorporar-se a la construcció de la Torre de Babel i la seva llengua, l'hebreu, no va canviar.
Efà
Fill de Madian i net d'Abraham.
Éfer
Fill de Madian i net d'Abraham.
Efraïm
Fill del patriarca Josep i net del patriarca Jacob. Els seus descendents formarien la tribu d'Efraïm.
Eglàquarta esposa del Rei David i mare el príncep Itream.
Ehífill del patriarca Benjamí i, per tant, net del patriarca Jacob.
Ehudsegon jutge d'Israel.
Eixbanfill de Dixon i net de Seïr, un horita. Es van instal·lar al regne d'Edom i van establir amistat amb els descendents d'Esaú, anomenats edomites, amb els quals van acabar per assimilar-se.
Elàquart rei del Regne d'Israel.
Elamfill de Sem i net de Noè. Segons el Llibre de Jasher, els seus fills van ser Xuxan, Machul i Harmon.
Elcanàun fill de Corè, parent de Moisès que es rebel·là durant l'Èxode.
Elcanàpare del profeta Samuel
Elconun hitita que va ser el pare d'Adà, segona esposa d'Esaú i mare d'Elifaz, rei d'Edom.
Eldaàfill de Madian i net d'Abraham.
Eleazartercer fill d'Aaron, successor del seu pare com a Summe Sacerdot d'Israel.
Elícatorzè jutge d'Israel.
Eliabprimogènit de Jessè i, per tant, germà gran del Rei David. Va ingressar a l'exèrcit del rei d'Israel Saül. Un dia de campanya va rebre la visita del seu germà petit, David, que quan va arribar al campament, va demanar autorització per enfrontar-se al gegant Goliat que atemoria els hebreus. Eliab va presenciar atònit com David va derrotar el filisteu amb una fona i una pedra.
Eliadàfill natural del Rei David.
Elièzersegon fill de Moisès. Va visitar el seu pare quan estava acampat al peu del Mont Sinaí. Va tenir un únic fill anomenat Rehabià, que va ser cap d'una família molt nombrosa.
Elièzerun profeta hebreu, fill de Dodaià, que va profetitzar contra el rei Josafat.
Elifazhereu d'Esaú i la hitita Adà al regne d'Edom.
Elifèletfill natural del Rei David
Elixànet de Jàfet i besnet de Noè.
Elixamàfill natural del Rei David
Elixebaesposa d'Aaron, primer Summe Sacerdot d'Israel. Era filla d'Amminadab, de la tribu de Judà. Va ser la mare d'Eleazar, Summe Sacerdot d'Israel, Itamar, Nadab i Abihú.
Elixuafill natural del Rei David
Elon
Apareixen dos Elon a la Bíblia:
- Un fill de Zabuló i net del patriarca Jacob.
- Elon, l'onzè jutge d'Israel.

Elsafannet de Quehat i, per tant, cosí-germà de Moisès. Durant l'Èxode, el profeta va designar-lo príncep dels quehatites a la mort d'Amram (Llibre dels Nombres. 3:30) i això va provocar la revelió de Corè, un dels caps quehatites. D'aquesta manera, Corè juntament amb els rubenites Datan i Abiron van reunir 250 membres del Sanedrí per prendre-li el poder al profeta Moisès i convertir-se en la casta regnant (Num. R. xviii. 2; Tan. l.c.; comp. Targ. pseudo-Jonathan, Num. xvi. 2). Jahvè però els va castigar; va esberlar el terra de les seves tendes i tots els conspiradors van morir.
Enoix
Fill de Set i net d'Adam.
Er
Primogènit de Judà i net del patriarca Jacob. Es va casar amb una dona cananea anomenada Tamar però va morir poc després del casament.
Eran
Net del patriarca Efraïm i besnet del patriarca Josep.
Erí
Fill de Gad i net del patriarca Jacob.
Esaú
Primogènit d'Isaac i net d'Abraham. Va vendre els drets de primogenitura al seu germà bessó Jacob a canvi d'un plat de llenties.
Esbon
Fill de Gad i net del patriarca Jacob.
Ésser
Fill de Seïr, un horita que s'instal·là a les terres d'Edom juntament amb la família d'Esaú, germà de Jacob. Els seus fills van ser Bilhan, Zaavan i Jaacan.
Eva
La primera dona.
Ezequies
Tretzè rei de Judà.

## F
Fares
- Un fill de Judà i net de Jacob.

## G
Gàham
Fill de Nahor, germà d'Abraham, i la seva concubina Reüma.
Galaad
Únic fill de Maquir i net de Manassès, fill de Josep. Els seus descendents formarien la tribu de Manassès.
Gatam
Fill d'Elifaz, net d'Esaú i besnet del patriarca Isaac.
Gedeó
Cinquè jutge d'Israel.
Goliat
Un gegant filisteu que tenia atemorit tot l'exèrcit israelita en temps del rei d'Israel Saül. Va morir en un duel amb David.
Gómer
Fill de Jàfet i net de Noè.
Guerà
Fill del patriarca Benjamí i, per tant, net del patriarca Jacob.
Guerxom
Fill de Moisès i Siporà.
Guerxon
Primogènit de Leví i, per tant, net del patriarca Jacob
Guèter
Fill d'Aram i besnet de Noè.
Guní
Fill de Neftalí i, per tant, net del patriarca Jacob

## H
Hadad
Dos personatges duen aquest nom:
- Hadad, fill d'Ismael i net d'Abraham.
- Hadad, fill de l'últim rei d'Edom que es va rebel·lar contra Salomó d'Israel.

Haguí
Fill de Gad i net del patriarca Jacob.
Haguit
Concubina del Rei David i mare d'Adonies, l'opositor del Rei Salomó.
Haman
Segons el Llibre d'Ester, Haman era el fill d'Hamedata, descendent d'Agag, un rei Amalaquita. Apareix doncs com un enemic hereditari del poble jueu. Per els jueus, Haman és percebut com l'arquetipus del mal i l'antisemitisme.
Hamran
Fill de Dixon i net de Seïr, un horita. Es van instal·lar al regne d'Edom i van establir amistat amb els descendents d'Esaú, anomenats edomites, amb els quals van acabar per assimilar-se.
Hamul
Fill de Peres i net del patriarca Judà.
Hanoc
Hi ha tres Hanoc a la Bíblia:
- Hanoc fill de Caín.
- Hanoc fill de Madian i net d'Abraham.
- Hanoc, el primogènit de Rubèn i, per tant, net del patriarca Jacob.

Hassàrmavet
Un dels nombrosos fills de Joctan, segon fill d'Éber.
Havilà
Apareixen dos personatges amb aquest nom al Gènesi:
- Un és fill de Cuix i besnet de Noè.
- L'altre és un dels nombrosos fills de Joctan, segon fill d'Éber.

Hazó
Fill de Quemuel, nebot d'Abraham.
Hebron
Oncle de Moisès.
Hèfer
Net de Maquir i besnet del patriarca Manassès, fill de Josep.
Hèlec
Net de Maquir i besnet del patriarca Manassès, fill de Josep.
Heliab
Fill de Pal·lú i net del patriarca Rubèn. Va tenir tres fills: Nemuel, Datan i Abiron. Aquests dos últims es rebel·larien contra Moisès i serien exterminats.
Henoc
Pare de Matusalem, la tradició li atribuïa ser l'autor del Llibre d'Henoc.
Hesron
A l'Antic Testament apareixen dues persones amb aquest nom:
- Un fill de Rubèn i, per tant, net del patriarca Jacob.
- Hesron, fill de Peres i net del patriarca Judà.

Het
Fill de Canaan i besnet de Noè.
Hobab
Fill de Jetró i cunyat de Moisès.
Hoglà
Filla de Selofhad, pertanyent a la tribu de Manassès. Quan el seu pare va morir, com que només havia tingut filles, l'herència havia de passar als esposos. Moisès va dictar una llei que obligava a repartir-s'ho entre les dones, d'aquesta manera s'evitava que els béns passessin d'una tribu a una altra.
Horí
Fill de Lotan i net de Seïr, un horita. Es van instal·lar al regne d'Edom i van establir amistat amb els descendents d'Esaú, anomenats edomites, amb els quals van acabar per assimilar-se.
Huixam
Tercer rei dels edomites. Era descendent de Teman, net d'Esaú, i va ser escollit rei després de la mort de Jobab.
Huixim
Fill únic del patriarca Dan. Els seus descendents van formar la tribu de Dan.
Hul
Fill d'Aram i besnet de Noè.
Hupim
Fill del patriarca Benjamí.

## I
IbharFill natural del Rei David.
IbsanDesè jutge d'Israel.
IdlafFill de Quemuel, nebot d'Abraham.
IeúixFill d'Esaú i la dona hivita Oholibamà.
IèzerNet de Maquir i besnet del patriarca Manassès, fill de Josep.
IradNet de Caín.
IsaacSegon fill, però designat hereu, d'Abraham.
IscàFilla d'Aran i neboda d'Abraham.
IsharOncle de Moisès. Els seus fills van ser Corè, Nèfeg i Zicrí.
IsmaelPrimogènit d'Abraham. Ell i la seva mare Agar (muller d'Abraham) van ser expulsats de la casa del seu pare.
IssacarCinquè fill del patriarca Jacob i cap de la tribu d'Issacar.
ItamarFill petit d'Aaron, primer Summe Sacerdot d'Israel.
ItranFill de Dixon i net de Seïr, un horita. Es van instal·lar al regne d'Edom i van establir amistat amb els descendents d'Esaú, anomenats edomites, amb els quals van acabar per assimilar-se.
ItreamFill del Rei David i la seva quarta esposa Eglà.
IxbacFill d'Abraham, nat de la seva segona esposa Queturà. Quan van ser gran, Abraham el va obligar a abandonar les seves terres i buscar-se una família en terres llunyanes.
IxbóixetFill i successor de Saül com a rei d'Israel.

## J
JaavanFill d'Ésser i net de Seïr, un horita. Es van instal·lar al regne d'Edom i van establir amistat amb els descendents d'Esaú, anomenats edomites, amb els quals van acabar per assimilar-se.
JabalFill de Lèmec i Adà.
JacobPatriarca i pare dels caps de les dotze tribus d'Israel. Fill d'Isaac i net d'Abraham.
JàfetFill de Noè.
JafiaFill natural del Rei David.
JahleelFill del patriarca Zabuló.
JahseelFill del patriarca Neftalí.
JaïrVuitè jutge d'Israel.
JalamFill d'Esaú i la dona hivita Oholibamà.
JamínFill del patriarca Simeó.
JaquínFill del patriarca Simeó.
JavanFill de Jàfet i net de Noè.
JeconiesDinovè rei de Judà.
JeftèNovè jutge d'Israel.
JehoaixDotzè rei del Regne d'Israel.
JehonatanPrimogènit de Guerxom i net de Moisès. Els seus descendents van ser sacerdots de la tribu de Dan en temps dels jutges d'Israel i fins a la deportació a Babilònia.
JehoramNovè rei del Regne d'Israel.
Jehú
Designa dues persones: 
- Jehú: Desè rei del Regne d'Israel;
- Jehú: Profeta menor

Jemuel
Primogènit del patriarca Simeó.
Jèrah
Un dels nombrosos fills de Joctan, segon fill d'Éber.
Jèred
Fill de Mahalalel i net de Quenan.
Jeroboam
Dos reis del Regne d'Israel van dur aquest nom:
- Jeroboam
- Jeroboam II

Jessè
Pare del Rei David.
Jésser
Fill del patriarca Neftalí.
Jetró
Sogre de Moisès.
Jetur
Fill d'Ismael i net d'Abraham.
Joab
Nebot del Rei David i general en cap del seu exèrcit. A la mort de David, va donar suport a la candidatura del fill gran Adonies enfront de Salomó d'Israel, designat per David.
Joahaz
És el nom d'un rei de Judà (Joahaz de Judà) i d'un del Regne d'Israel (Joahaz d'Israel).
Joaix
Vuitè rei de Judà.
Jobab
Diversos personatges del Gènesi duen aquest nom:
- Un dels nombrosos fills de Joctan, segon fill d'Éber.
- El segon rei electe dels edomites, que va ser escollit després de la mort de Bela. Era nat a Bosrà.

Joctan
Segon fill d'Éber.
Jocxan
Quart fill d'Abraham, nat de la seva segona esposa Queturà.
Joiaquim
Divuitè rei de Judà.
Jonatan
Primogènit de Saül, rei d'Israel.
Joquèbed
Mare de Moisès.
Joram
Cinquè rei de Judà.
Josafat
Quart rei de Judà.
Josep
Onzè fill del patriarca Jacob.
Josies
Setzè rei de Judà.
Josuè
Líder d'Israel durant la conquesta de Canaan.
Jotam
Onzè rei de Judà.
Jubal
Fill de Lèmec i Adà.
Judà
Fill del patriarca Jacob i fundador de la tribu de Judà, de la qual van formar part el Rei David i Jesús de Natzaret.

## L
Laban
Germà de Rebeca, l'esposa d'Isaac, i pare de Raquel i Lia, esposes de Jacob.
Lèmec
Al Gènesi apareixen dos personatges anomenats Lèmec:
- Lèmec, descendent de Caín.
- Lèmec, el fill de Matusalem i pare de Noè.

Leví
Tercer fill del patriarca Jacob, al qui el seu pare cedí els drets de sacerdoci.
Lia
Primera esposa de Jacob.
Libní
Fill primogènit de Guerxon i net del patriarca Leví. Va ser pare de Livní, pare Jahat, pare de Zimmà, pare de Joah, pare d'Idò, pare de Zèrah, que al seu torn va ser pare de Jeatrai.
Lot
Fill d'Aran i nebot d'Abraham. La seva dona es va convertir en una estàtua de sal en veure la destrucció de Sodoma i Gomorra.
Lotan
Fill de Seïr, un horita que s'instal·là a les terres d'Edom juntament amb la família d'Esaú, germà de Jacob. Els seus fills es deien Horí i Omam.
Lud
Fill de Sem i net de Noè.

## M
Maacà
Tres dones s'anomenen Maacà a la Bíblia:
- Una filla de Nahor, germà d'Abraham.
- Una concubina del Rei David i mare d'Absalom.
- L'esposa de Roboam, rei de Judà.

Madai
Fill de Jàfet i net de Noè. Els seus fill van ser els ancestres dels mitanni, els manneus, els medes, els perses, els hindús i els kurds.
Madian
Fill d'Abraham, nat de la seva segona esposa Queturà.
Magog
Fill de Jàfet i net de Noè.
Mahalalel
Fill de Quenan i net d'Enoix.
Mahalat
Esposa d'Esaú i filla d'Ismael.
Mahlà
Filla de Selofhad, pertanyent a la tribu de Manassès. Quan el seu pare va morir, com que només havia tingut filles, l'herència havia de passar als esposos. Moisès va dictar una llei que obligava a repartir-s'ho entre les dones, d'aquesta manera s'evitava que els béns passessin d'una tribu a una altra.
Mahlí
Fill de Merarí i net del patriarca Leví. Mahlí va ser pare de Libní, pare de Ximí, pare d'Uzà, pare de Ximà, pare d'Haguià, que al seu torn va ser pare d'Assaià. Tots ells van servir com a sacerdots d'Israel.
Maix
Fill d'Aram i besnet de Noè.
Malchuth
Era una cananea que es convertí en la segona esposa d'Ismael, fill d'Abraham. Junt van tenir sis fills (Mixmà, Dumà, Masà, Hadad, Temà, Jetur, Nafix i Quedmà).
Malquixua
Tercer fill del primer rei d'Israel Saül.
Manàhat
Fill de Xobal i net de Seïr, un horita. Es van instal·lar al regne d'Edom i van establir amistat amb els descendents d'Esaú, anomenats edomites, amb els quals van acabar per assimilar-se.
Manassès
Apareixen dos Manassès a l'Antic Testament:
- El primer és el fill del patriarca Josep i net del patriarca Jacob, Manassès, fill de Josep
- El segon és el catorzè rei de Judà, Manassès de Judà

Maquir
Fill del patriarca Manassès i una concubina cananea. Era doncs net del patriarca Josep. Maquir es va casar amb una dona anomenada Maacà i va ser pare de: Galaad; una filla, casada amb Hesron, de la tribu de Judà, Gueixur, Aram, Quenat, La seva dona ja tenia un fill en el moment de casar-se amb Maquir que aquest adoptà com a propi; Pèreix.
Masà
Fill d'Ismael i net d'Abraham.
Matusalem
Avi de Noè i el personatge que va morir més vell, amb 969 anys.
Medan
Cinquè fill d'Abraham, nat de la seva segona esposa Queturà.
Mefibóixet
Apareixen dos personatges amb aquest nom:
- Un Mefibóixet net de Saül, rei d'Israel, i hereu de la Casa de Saül.
- Un fill de Saül que va ser entregat com a sacrifici per David en ascendir al tron d'Israel.

Mehuiael
Descendent de Caín.
Mèixec
Fill de Jàfet i net de Noè.
Menahem
Setzè rei del Regne d'Israel.
Merab
Filla gran de Saül. Casada amb Adriel, el meholatita. Van tenir cinc fills que David va donar als gabaonites com a sacrifici.
Merarí
Tercer fill del patriarca Leví.
Meribah
Era una egípcia que es convertí en la primera esposa d'Ismael, fill d'Abraham. Junts van tenir cinc fills (Nabaiot, Quedar, Adbeel, Mabsam i Mahalat)
Metuixael
Descendent de Caín.
Mabsam
Fill d'Ismael i net d'Abraham.
Micà
Fill de Mefibóixet i últim hereu de Saül, rei d'Israel.
Mical
Filla petita del rei d'Israel Saül que va ser la primera esposa de David. Quan David va abandonar el palau reial, el seu pare la va fer casar amb un noble anomenat Paltí. Quan David va succeir Saül com a nou rei, Mical li va ser retornada com a esposa. La parella reial va viure a Hebron i a Jerusalem, on Mical va morir sense haver tingut descendència.
Milcà
Apareixen dues dones amb aquest nom a l'Antic Testament:
- L'una és una neboda d'Abraham a qui també s'anomena Mildà.
- L'altra és una filla de Selofhad, pertanyent a la tribu de Manassès. Quan el seu pare va morir, com que només havia tingut filles, l'herència havia de passar als esposos. Moisès va dictar una llei que obligava a repartir-s'ho entre les dones, d'aquesta manera s'evitava que els béns passessin d'una tribu a una altra.

MildàFilla d'Aran, germà d'Abraham, i esposa de Nahor, l'altre germà d'Abraham.
MíriamGermana de Moisès.
MisraimFill de Cam i net de Noè.
MixaelNet de Quehat i, per tant, cosí-germà de Moisès.
MixmàFill d'Ismael i net d'Abraham.
MixmíFill de Guerxon, net de Leví i besnet del patriarca Jacob.
MizàFill de Reuel i net d'Esaú.
MoabFill i alhora net de Lot, ja que va ser fruit de la relació de Lot i la seva pròpia filla gran.
MoisèsEl profeta més important; alliberador de l'esclavatge a Egipte i guia del poble d'Israel durant l'Èxode.
MuixíFill de Merarí i net del patriarca Leví.
MupimFill del patriarca Benjamí.

## N
NaamàFilla de Lèmec i Sil·là.
NaamanNet del patriarca Benjamí.
NaassonFill d'Amminadab. Moisès el va nomenar primer cap de la tribu de Judà.
NabalEspòs d'Abigail. Era una home groller que es va negar a ajudar David durant el seu exili. La seva dona va implorar als bandolers de David que li salvassin la vida, però va morir al cap de poc d'un atac de cor.
NadabApareixen dos Nadab a la Bíblia:
- Un fill del Summe Sacerdot d'Israel Aaron que va morir durant una celebració religiosa per haver ofès Déu.
- Nadab, el segon rei del Regne d'Israel.

Nafixfill d'Ismael i net d'Abraham.
Nàhatfill de Reuel i net d'Esaú.
NahorAl llibre del Gènesi apareixen dos personatges amb aquest nom:
- Nahor, avi d'Abraham
- Nahor un germà d'Abraham.

NatanApareixen dos personatges que duen aquest nom:
- Un Natan profeta d'Israel dels temps de David i del Rei Salomó. Natan va reprendre el rei David per haver comès adulteri amb la dona d'un dels seus soldats herois i després fer-lo matar, i li va predir que el fill que havia engendrat amb aquella dona, Betsabé, moriria, com així va ser. El segon fill de la parella va ser Salomó. Natan va indicar-li al Rei David que en una visió, Jahvè li havia dit que no construís cap temple a Déu perquè ho faria un fill seu (en referència a Salomó). Després de la mort del rei, el mateix Natan va coronar rei a Salomó.
- Un Natan fill natural del Rei David. Segons l'Evangeli de Lluc va ser el pare de Matatà, un ancestre de Jesucrist.

Nabaiot
Primogènit d'Ismael i net d'Abraham.
Nèfeg
Dos personatges són citats amb el nom de Nèfeg:
- Un net de Quehat i, per tant, cosí-germà de Moisès.
- Un fill natural del rei David.

Neftalí
Fill del patriarca Jacob.
Nemuel
Fill d'Heliab i besnet del patriarca Rubèn. Els seus germans Datan i Abiron es van rebel·lar contra Moisès durant l'Èxode pel desert i van ser exterminats.
Nimrod
Primogènit de Cuix. Va ser el primer cabdill de la Terra.
Noà
Filla de Selofhad, pertanyent a la tribu de Manassès. Quan el seu pare va morir, com que només havia tingut filles, l'herència havia de passar als esposos. Moisès va dictar una llei que obligava a repartir-s'ho entre les dones, d'aquesta manera s'evitava que els béns passessin d'una tribu a una altra.
Noè
Constructor de l'Arca per salvar-se del Diluvi Universal.
Nun
Pare de Josuè, de la tribu d'Efraïm.

## O
Obal
Un dels nombrosos fills de Joctan, segon fill d'Éber.
Obed
Avi del Rei David.
Ofir
Un dels nombrosos fills de Joctan, segon fill d'Éber.
Ohad
Fill de Simeó i, per tant, net del patriarca Jacob.
Oholibamà
Filla de l'hivita Beerí i esposa d'Esaú, germà del patriarca Jacob. Infantà Jenix, Jalam i Còrah.
Oixea
Últim rei del Regne d'Israel.
També és el nom de naixement de Josuè.
Omam
Fill de Lotan i net de Seïr, un horita. Es van instal·lar al regne d'Edom i van establir amistat amb els descendents d'Esaú, anomenats edomites, amb els quals van acabar per assimilar-se.
Omar
Fill d'Elifaz, net d'Esaú i besnet del patriarca Isaac.
Omrí
Sisè rei del Regne d'Israel.
Onam
Un fill de Xobal i net de Seïr, un horita. Es van instal·lar al regne d'Edom i van establir amistat amb els descendents d'Esaú, anomenats edomites, amb els quals van acabar per assimilar-se.
OnanSegon fill del patriarca Judà. Es va casar amb la viuda del seu germà gran Er, una cananea anomenada Tamar, però Onan va morir poc després del matrimoni.
OtnielPrimer jutge d'Israel.

## P
Pal·lú:Fill del patriarca Rubèn.
PècahDivuitè rei del Regne d'Israel.
PecahiàDissetè rei del Regne d'Israel.
PedaiàPríncep de la Casa de David durant la deportació a Babilònia.
PèlegFill primogènit d'Éber.
PildaixFill de Quemuel, nebot d'Abraham.
PinhàsTercer Summe Sacerdot d'Israel després del seu pare Eleazar, Summe Sacerdot d'Israel i el seu avi Aaron. Pinhàs va ser pare d'Abixua, pare de Buquí, pare d'Uzí, pare de Zerahià, pare de Meraiot, pare d'Azarià, pare d'Amarià, pare d'Ahitub, pare de Sadoc, pare de Xal·lum, pare d'Hilquià, pare d'Azarià, pare de Seraià, que al seu torn va ser pare del profeta Esdres.
PutFill de Cam i net de Noè. Els seus fills van ser, segons el Llibre de Jasher, Gebul, Hadan, Benah i Adan.
PutifarEgipci que va comprar al patriarca Josep.

## Q
QuedarSegon fill d'Ismael i net d'Abraham.
QuedmàÚltim fill d'Ismael i net d'Abraham.
QuehatSegon fill de Leví i net del patriarca Jacob. Va ser l'avi de Moisès.
QuemuelUn fill de Nahor amb Milcà i pare d'Aram, Quèssed, Hazó, Pildaix, Idlaf i Betuel.
QuenanFill d'Enoix i net de Set.
QuenazFill d'Elifaz, net d'Esaú i besnet del patriarca Isaac. Antecessor dels quenazites, que s'integrarien a la tribu de Judà.
QueranFill de Dixon i net de Seïr, un horita. Es van instal·lar al regne d'Edom i van establir amistat amb els descendents d'Esaú, anomenats edomites, amb els quals van acabar per assimilar-se.
QuèssedFill de Quemuel, nebot d'Abraham.
QueturàSegona esposa d'Abraham.
QuilabFill del Rei David i la seva tercera esposa Abigail.

## R
RahabEsposa de Salmon, fill del primer cap de la tribu de Judà.
RamàFill de Cuix i besnet de Noè.
RaquelSegona esposa de Jacob. Filla de Laban. El seu pare va acollir un fugitiu Jacob que s'amagava del seu germà gran Esaú, que volia assassinar-lo. Jacob s'enamorà de Raquel però, seguint la tradició, Laban el va fer treballar set anys per aconseguir Lia, la filla gran, i després set anys més per a la segona filla, Raquel. Com que no podia quedar-se en estat, pressionà Jacob per mantenir relacions amb la seva serventa Bilhà, que li va donar els seus fills Dan i Neftalí. Finalment la pròpia Raquel va quedar en estat i va donar a llum dos nens: Josep i Benjamí. En el part del darrer no va superar els dolors i va morir.
Rebeca
Esposa d'Isaac, fill d'Abraham i mare dels bessons Esaú i Jacob.
Recab
Nomenat cap de l'exèrcit d'Ixbóixet durant la guerra posterior a la mort de Saül, Recab i Baanà van entrar a la cambra del rei d'Israel mentre feia la migdiada. El van decapitar i es van endur el cap dins una gerra cap a Hebron, on vivia el rei de Judà David. Aquest, en veure-ho, els va fer executar.
Reú
Fill primogènit de Pèleg.
Reuel
Fill d'Esaú i Mahalat.
Reüma
Concubina de Nahor, germà d'Abraham.
Rifat
Net de Jàfet i besnet de Noè.
Rispà
Concubina de Saül amb qui va tenir dos fills: Armoní i Mefibóixet. Després de la mort de Saül, es va casar amb Abner.
Roboam
Primer rei de Judà.
Roix
Fill del patriarca Benjamí i, per tant, net del patriarca Jacob.
Rubèn
Primogènit del patriarca Jacob. Cap de la tribu de Rubèn.
Rut
Protagonista del Llibre de Rut i besàvia del Rei David.

## S
Saba
Hi ha dos personatges que duen aquest nom:
- Un dels nombrosos fills de Joctan, segon fill d'Éber.
- El primogènit de Jocxan i net d'Abraham.

SabàPrimogènit de Ramà, net de Cuix i besnet de Cam, fill de Noè. El seu germà és Dedan.
SabtàFill de Cuix, net de Cam i besnet de Noè
SabtecàFill de Cuix, net de Cam i besnet de Noè
SalatielPríncep hereu de la Casa de David durant la deportació a Babilònia.
SalmonFill de Naasson, el primer cap de la tribu de Judà.
SalomóRei d'Israel.
SamlàEscollit cinquè rei dels edomites a la mort d'Adad. Era natural de Masrecà.
SamsóTretzè jutge d'Israel.
Samuel (profeta)Últim jutge d'Israel.
SaraEsposa d'Abraham.
SaülPrimer rei d'Israel.
SebàFill de Cuix i besnet de Noè
SedeciesÚltim rei de Judà.
SefóFill d'Elifaz, net d'Esaú i besnet del patriarca Isaac.
SefonFill de Gad i net del patriarca Jacob.
SeïrUn horita que s'assentà al Regne d'Edom d'Esaú, germà de Jacob, i va tenir el títol de duc. Els seus fills van ser: Lotan, Xobal, Sibon, Anà, Dixon, Ésser, Dixan i la seva filla, de nom Timnà en honor d'una filla d'Esaú del mateix nom.
SelofhadUn membre de la tribu de Manassès, besnet de Maquir. Només va tenir filles i quan ell va morir, l'herència havia de passar als esposos de les filles. Moisès va dictar una llei que obligava a repartir-s'ho entre les dones, d'aquesta manera s'evitava que els béns passessin d'una tribu a una altra.
SemFill de Noè i avantpassat dels semites.
SèrahEra membre de la tribu d'Aser. Ella mostrà a Moisès on estaven dipositades les despulles del patriarca Josep per tal que poguessin ser tretes d'Egipte i enterrades a Nablús, tal com volia Josep.
SèredFill de Zabuló i net del patriarca Jacob.
SerugBesavi d'Abraham.
SetTercer fill d'Adam i Eva.
SibàUn criat de Saül que va salvar Mefibóixet, l'hereu al tron, enmig de la guerra entre Ixbóixet i David pel poder a Israel.
SibonFill de Seïr, un horita que s'instal·là a les terres d'Edom juntament amb la família d'Esaú, germà de Jacob. Els seus fills es deien Aià i Anà.
SidóFill de Canaan i besnet de Noè.
Sil·làSegona muller de Lèmec.
SimeóSegon fill del patriarca Jacob.
SiporàEsposa de Moisès. Filla d'un sacerdot madianita anomenat Jetró, era la gran de set germanes. Un dia s'estava discutint amb uns pastors forans quan va arribar un egipci que la va defensar; l'home era Moisès, un hebreu d'Egipte. Moisès es va quedar a viure a la casa de Jetró i poc després es va casar amb Siporà i van tenir un fill anomenat Guerxom.
Molts anys després, Siporà i el seu fill van acompanyar Moisès de retorn a Egipte, on van viure en primera persona les deu plagues d'Egipte, l'alliberament dels hebreus i el pas del Mar Roig.
Posteriorment, Siporà i Guerxom van tornar a casa de Jetró. Segons l'Èxode, va visitar Moisès mentre estava acampat al peu del Mont Sinaí.
Sitrí
Net de Quehat i, per tant, cosí-germà de Moisès.
Sóhar
Fill de Simeó i, per tant, net del patriarca Jacob.

## T
Tàhaix
Fill de Nahor, germà d'Abraham, i la seva concubina Reüma.
Tàhan
Fill del patriarca Efraïm i net del patriarca Josep.
Tamar
Apareixen tres Tamar a l'Antic Testament:
- Tamar, la nora i alhora concubina del patriarca Judà.
- Tamar, una filla del Rei David.
- La filla d'Absalom i, per tant, neta del Rei David.

Tarsís
Net de Jàfet i besnet de Noè.
Tèbah
Fill de Nahor, germà d'Abraham, i la seva concubina Reüma.
Temà
Fill d'Ismael i net d'Abraham.
Teman
Primogènit d'Elifaz i net d'Esaú. Va succeir el seu pare com a rei dels edomites.
Tèrah
Pare d'abraham.
Timnà
Al Gènesi, hi ha una mare i la seva filla que comparteixen nom:
- La concubina d'Elifaz, fill d'Esaú i net d'Isaac. De les seves unions en va néixer el seu fill Amalec, antecessor dels amalequites, i una filla seva anomenada com la seva mare, Timnà.

Tiràs
Fill de Jàfet i net de Noè. Els seus fills van ser els ancestres dels tracis, els gots, els juts i els teutons.
Tirsà
Filla de Selofhad, pertanyent a la tribu de Manassès. Quan el seu pare va morir, com que només havia tingut filles, l'herència havia de passar als esposos. Moisès va dictar una llei que obligava a repartir-s'ho entre les dones, d'aquesta manera s'evitava que els béns passessin d'una tribu a una altra.
Tobies
Personatge del Llibre de Tobies. Fill de Tobit.
Tobit
Personatge del Llibre de Tobies. Pare de Tobies.
Togarmà
Net de Jàfet i besnet de Noè.
Tolà
Setè jutge d'Israel.
Tubal
Fill de Jàfet i net de Noè.
Tubal-Caín
Assassí de Caín.

## U
Uries
Uries l'hitita va ser un d'Els Trenta herois de David i el primer espòs de Betsabé, abans que el rei David el matés per a casar-se amb ella. Una vegada, el rei David va veure una dona a Jerusalem anomenada Betsabé i se'n va enamorar. Va emportar-se-la cap al palau i va jeure amb ella. Poc després Betsabé va dir-li que estava embarassada i que estava casada amb Uries. Aleshores, David el va posar a primera línia de l'exèrcit d'Israel i va donar ordres als altres soldats que s'allunyessin d'ell a la batalla, perquè quedés sol front l'enemic. Uries va morir i així David es va poder casar amb Betsabé. El profeta Natan va reprendre durament a David, explicant-li la paràbola de l'home ric i l'home pobre. Va predir la mort primerenca del fill que esperava.
Us
En el Gènesi es citen tres homes amb aquest nom:
- Un fill d'Aram i besnet de Noè.
- El primogènit de Nahor, germà d'Abraham, i la seva esposa Mildà, neboda d'Abraham i del seu espòs.
- Un fill de Dixan i net de Seïr, un horita. Es van instal·lar al regne d'Edom i van establir amistat amb els descendents d'Esaú, anomenats edomites, amb els quals van acabar per assimilar-se.

Uzal
Un dels nombrosos fills de Joctan, segon fill d'Éber.
Uziel
Oncle de Moisès. Els seus fills són Mixael, Elsafan i Sitrí.

## X
Xal·lum
Quinzè rei del Regne d'Israel.
Xamgar
Tercer jutge d'Israel.
Xammà
Fill de Reuel i net d'Esaú.
Xammua
Fill natural del Rei David.
Xaül
En el Gènesi apareixen dos personatges amb aquest nom:
- Un Xaül va ser escollit sisè rei dels edomites a la mort de Samlà. Era natural de Rehobot-Annahar.
- El fill petit de Simeó i, per tant, net del patriarca Jacob, també s'anomenava Xaül.

Xefatià
Fill del Rei David i la seva concubina Abital.
Xefí
Un fill de Xobal i net de Seïr, un horita. Es van instal·lar al regne d'Edom i van establir amistat amb els descendents d'Esaú, anomenats edomites, amb els quals van acabar per assimilar-se.
Xelà
Tercer fill de Judà i net del patriarca Jacob. El seu germà gran Er es va casar amb una cananea anomenada Tamar però es va morir. Llavors, l'altre germà Onan s'hi va casar però també va morir prematurament. Aleshores, seguint la tradició, Xelà havia de casar-se amb Tamar però el seu pare Judà va al·legar la joventut de Xelà per negar-se a casar-lo amb una dona que creia maleïda.
Anys més tard, Xelà apareix com un dels hebreus que van traslladar-se amb Jacob i tota la família a Egipte.
Allà va tenir els seus fills:
- Er, fundador de Lecà
- Ladà, fundador de Mareixà, i antecessor dels habitants de Betaixbea
- Joquim
- Cozebà
- Joaix
- Saraf, que van dominar Moab i Jaixuví-Lèhem

Aquests eren terrissers i habitaven a Netaïm i Guederà. Vivien prop del rei, ocupats en el seu servei.
Xèlah
Fill d'Arfaxad i besnet de Noè.
Xèlef
Un dels nombrosos fills de Joctan, segon fill d'Éber.
Xemidà
Net de Maquir i besnet del patriarca Manassès, fill de Josep.
XèquemNet de Maquir i besnet del patriarca Manassès, fill de Josep.
Xil·lemFill de Neftalí i, per tant, net del patriarca Jacob.
XimàTercer fill de Jessè i, per tant, germà gran del Rei David. Va ingressar a l'exèrcit del rei d'Israel Saül. Un dia de campanya rebé la visita del seu germà petit, David, que quan va arribar al campament, va demanar autorització per enfrontar-se al gegant Goliat que atemoria els hebreus. Ximà va presenciar atònit com David va derrotar el filisteu amb una fona i una pedra.
XobabFill natural del Rei David.
XobalFill de Seïr, un horita que s'instal·là a les terres d'Edom juntament amb la família d'Esaú, germà de Jacob. Els seus fills foren Alian, Manàhat, Ebal, Xefí i Onam.
XúahFill d'Abraham, nat de la seva esposa Queturà. Quan van ser gran, Abraham el va obligar a abandonar les seves terres i buscar-se un família en terres llunyanes.
XuníFill de Gad i net del patriarca Jacob.
XutèlahFill del patriarca Efraïm.

## Z
ZaavanFill d'Ésser i net de Seïr, un horita. Es van instal·lar al regne d'Edom i van establir amistat amb els descendents d'Esaú, anomenats edomites, amb els quals van acabar per assimilar-se.
ZabdíFill únic de Zèrah, net de Judà i besnet del patriarca Jacob. Va néixer a Egipte.
Zabuló
Desè fill del patriarca Jacob. Cap de la tribu de Zabuló.
ZacariàCatorzè rei del Regne d'Israel.
ZèrahHi ha dos Zèrah a l'Antic Testament:
- Un Zèrah fill de Judà, amb Tamar
- Un fill de Reuel (o Jetró)

Zabbai
Fill o descendent de Bebai, casat amb un dona estrangera. Esdres el va obligar a repudiar a la seva muller.